# Kobberup-Feldingbjerg-Gammelstrup Sognekommune
 Kobberup-Feldingbjerg-Gammelstrup Sognekommune i Fjends Herred var en kommune i Viborg Amt fra 1842 til 1970.

## Sogne
Kommunen bestod af de tre sogne Kobberup, Feldingbjerg og Gammelstrup.
I 2007 skiftede Feldingbjerg Sogn navn til Stoholm Sogn.
Der er fire kirker i området. Kobberup, Feldingbjerg og Gammelstrup kirker er fra Middelalderen. I 1971 blev Stoholm Kirke opført i udkanten af det daværende Feldingbjerg Sogn. 
Det gamle pastorat havde sin fælles præstegård i Kobberup. I nutiden er området delt mellem to pastorater.

## Stoholm som hovedby
I de seneste årtier inden kommunesammenlægningen i 1970 var Stoholm kommunens hovedby. Fra 1970 til 2006 var Stoholm også hovedby for Fjends Kommune.
Stoholm ligger ved Viborg-Skive-Struer Jernbanen, og byen er stadig en stationsby.

## Kommunens nedlæggelse
I 1970 blev kommunen delt, så langt det meste kom til Fjends Kommune, mens 1350 ha i den nordøstlige del af Kobberup Sogn blev overflyttet til Gl. Skive Kommune. Det overflyttede område bestod af Nørre Søby øst for Højslev Stationsby samt af et område ved gården Søvang syd for Højslev Station.
Efter kommunesammenlægningen i 2007 hører Nordfjends (med Nørre Søby) til Skive Kommune, mens resten af den tidligere Kobberup-Feldingbjerg-Gammelstrup Sognekommune nu er en del af Viborg Kommune.